# انحلال آنتیل هلند

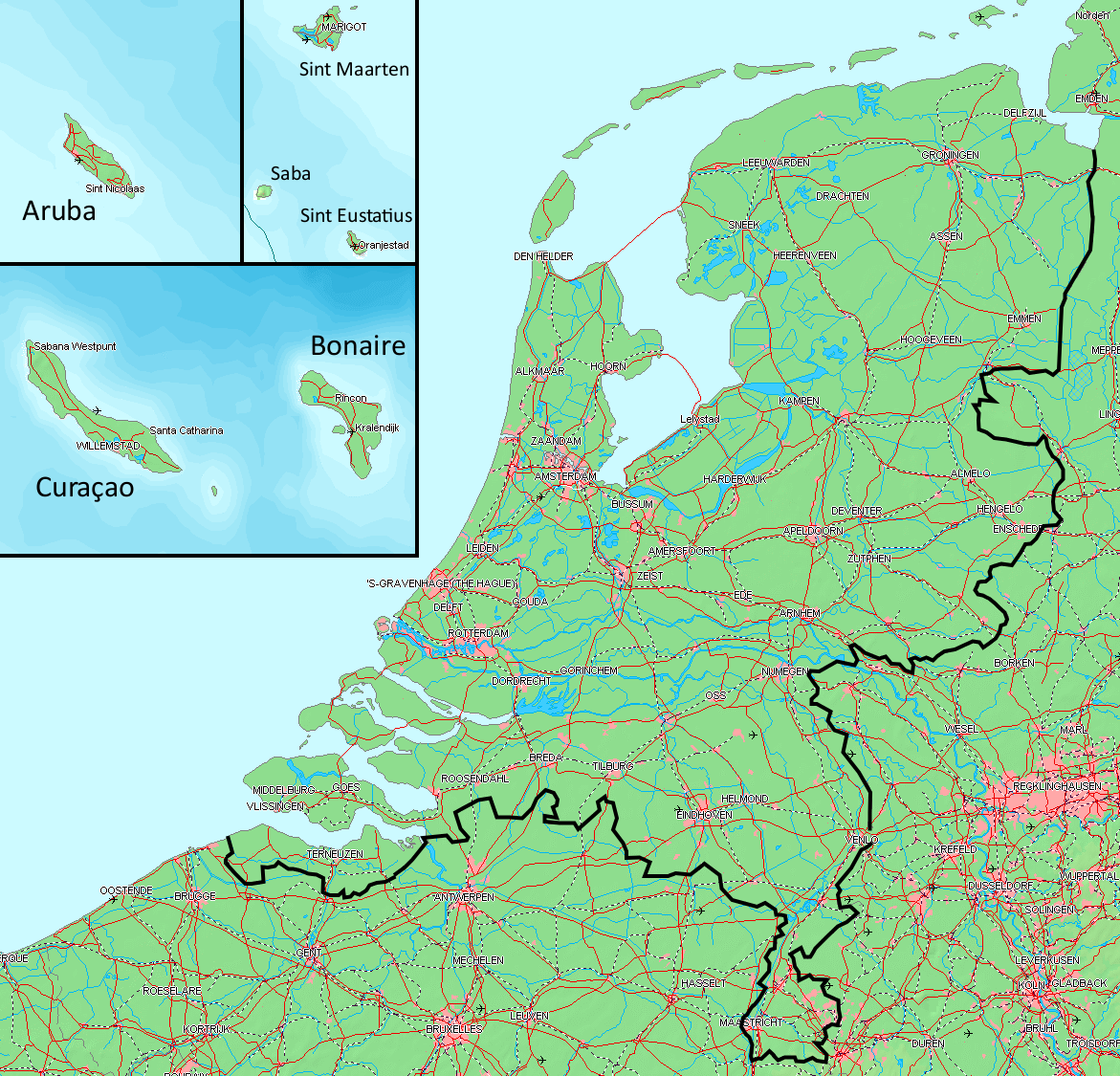
نقشه پادشاهی هلند. هلند و جزایر کارائیب در مقیاس مشابه.

آنتیل هلند یک کشور خودمختار کارائیب درون پادشاهی هلند بود. این کشور در ۱۰ اکتبر ۲۰۱۰ منحل شد.
پس از انحلال، «جزایر کارائیب هلند» شامل بونیر, سینت یوستیشس و سیبا شهرداری‌های ویژه‌ای در خود هلند شدند، و کوراسائو و سینت مارتن به همراه آروبا که در ۱۹۸۶ از آنتیل هلند جدا شده بود، کشورهایی قانونی درون پادشاهی هلند شدند.